# Anemone hortensis
Anemone hortensis är en ranunkelväxtart. Anemone hortensis ingår i släktet sippor, och familjen ranunkelväxter. Utöver nominatformen finns också underarten A. h. hortensis.

## Bildgalleri

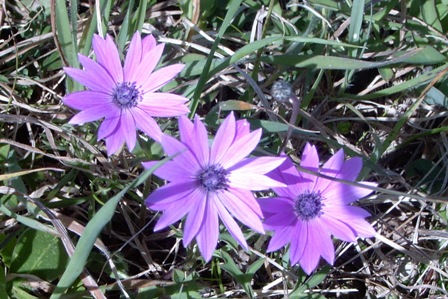
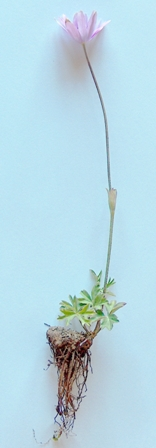
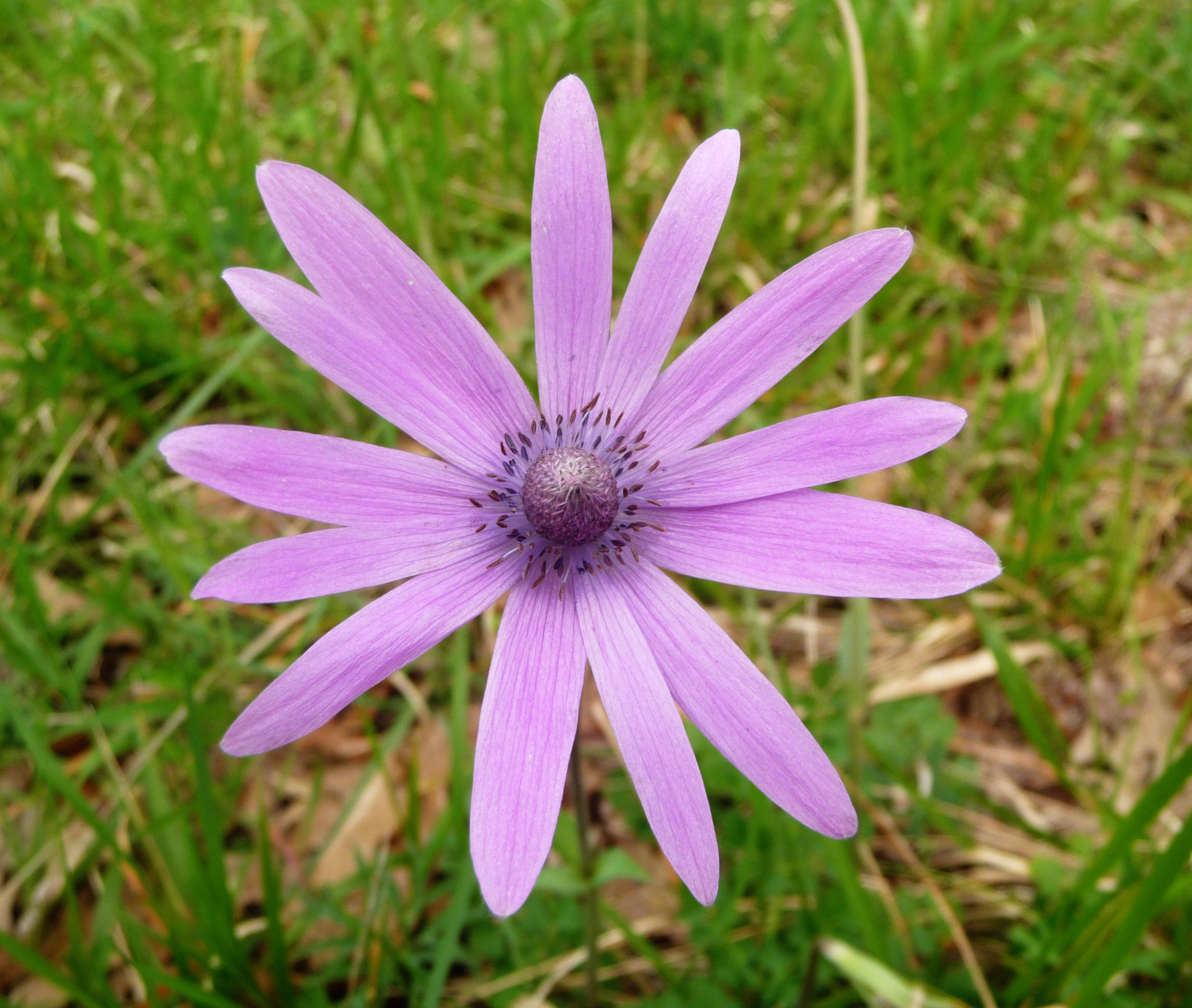
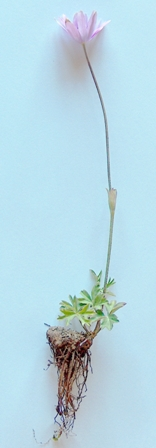
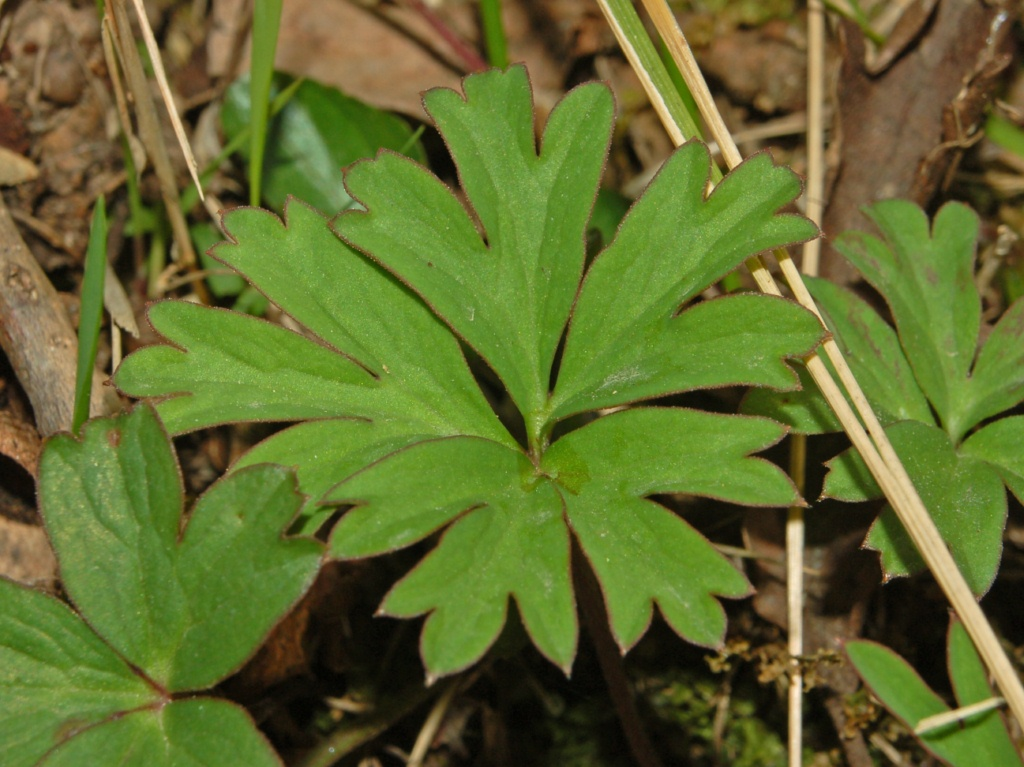
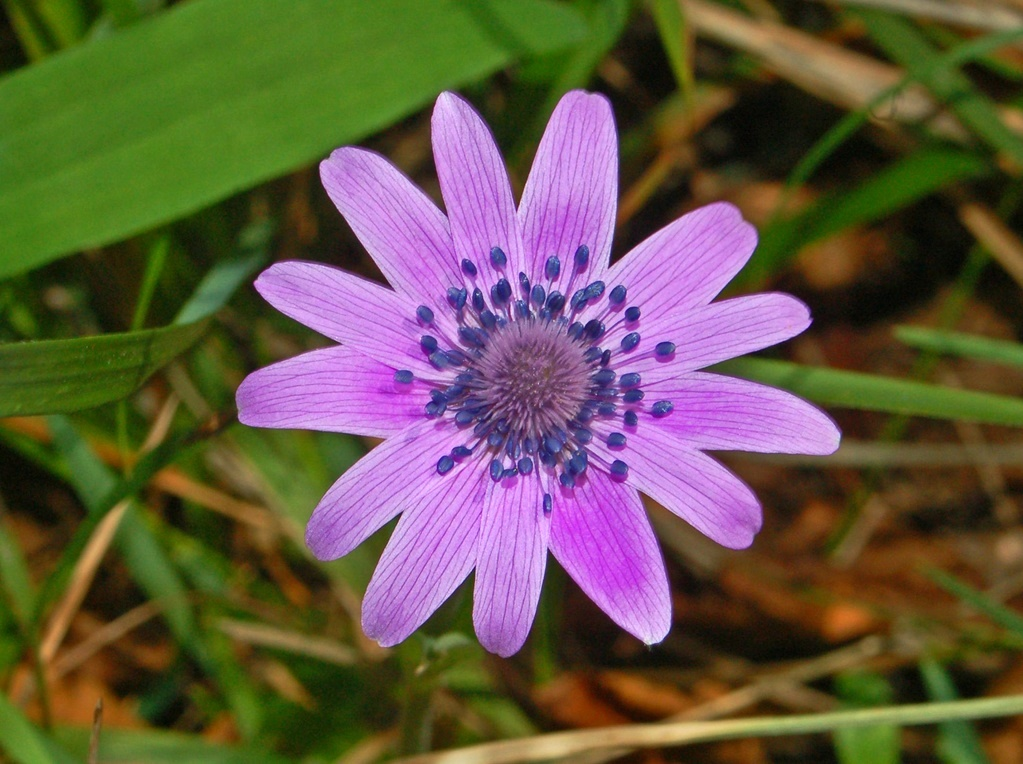